# قشعريرة (حالة وجدانية جسدية)

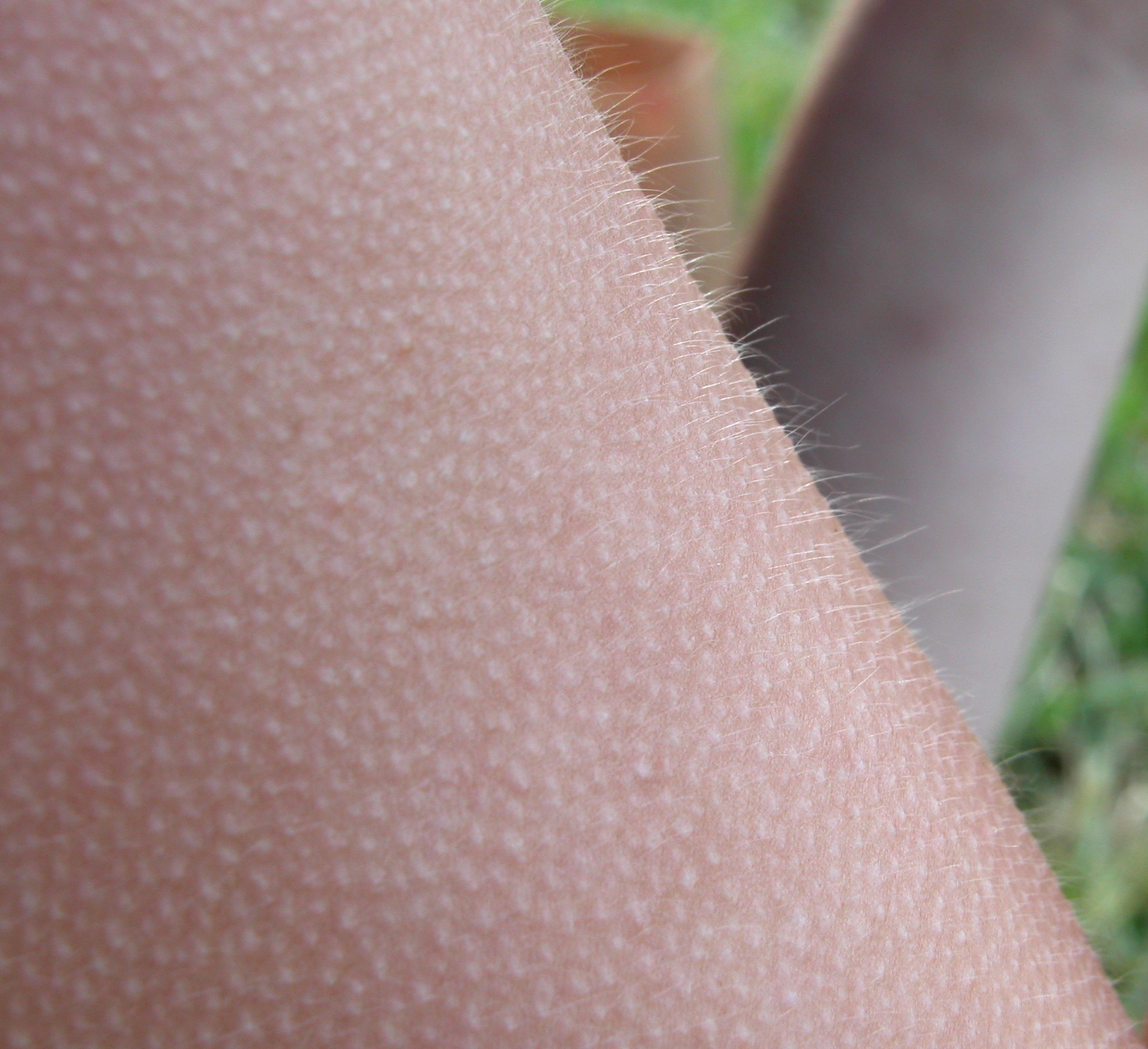
قشعريرة الجلد (وتُسمى أيضا انتصاب الشعر) أحد التغيرات الجسدية التي تحدث أثناء ظاهرة القشعريرة

القشعريرة أو الرعشة النفسية هي ظاهرة نفسية جسدية تحدث كاستجابة لمنبهات نظام المكافأة، وتتمثل في حالة وجدانية ممتعة نفسيا يصاحبها أحيانا إحساس بالتخدر وقشعريرة الجلد وتوسع حدقة العين.
يتحكم نظام المكافأة في المكون النفسي للقشعريرة (أي الحالة الوجدانية الإيجابية)، فيما ينظم الجهاز العصبي الودي المكون الجسدي للقشعريرة (أي الإحساس بالتخدر وقشعريرة الجلد وتوسع حدقة العين)، وتستمر القشعريرة لفترة قصيرة تصل لعدة ثوانٍ، وتختلف المنبهات التي تُحدث القشعريرة من شخص لآخر، وتشمل هذه المنبهات كل من المنبهات الصوتية والمرئية والمكتوبة والطقوس الدينية.
أحيانا يُصاحب القشعريرة إحساس بالرعشة والتنميل يسري من العنق للكتفين والذراعين وأسفل الظهر.
ذكرت القشعريرة بمكونها النفسي والجسدي في سورة الزمر، والتي تحدث بسبب قراءة القرءان كأحد أشكال المنبهات المكتوبة ﴿اللَّهُ نَزَّلَ أَحْسَنَ الْحَدِيثِ كِتَابًا مُتَشَابِهًا مَثَانِيَ تَقْشَعِرُّ مِنْهُ جُلُودُ الَّذِينَ يَخْشَوْنَ رَبَّهُمْ ثُمَّ تَلِينُ جُلُودُهُمْ وَقُلُوبُهُمْ إِلَى ذِكْرِ اللَّهِ ذَلِكَ هُدَى اللَّهِ يَهْدِي بِهِ مَنْ يَشَاءُ وَمَنْ يُضْلِلِ اللَّهُ فَمَا لَهُ مِنْ هَادٍ ۝٢٣﴾ [الزمر:23]
أفاد الأفرادُ الذين تحدث لهم القشعريرة الموسيقية أن المتعة تنخفض عند تعاطيهم نالوكسون (مناهض لمستقبلات أشباه الأفيونيات) وهذا يوحي بأن القشعريرة الموسيقية تزيد من مستوى الببتيدات الأفيونية المفعول داخلية المنشأ كما هو الحال بالنسبة لمشاعر ممتعة أخرى. يمكن زيادة قشعريرة الموسيقى بشدة الموسيقى وحرارة المحيط. غرف الاستماع المبردة والسينما يمكن أن تزيد من الشعور بقشعريرة الموسيقى.